# Paolo Marcarini
Paolo Mario Marcarini (Lodi, 8 settembre 1939) è un pianista e compositore italiano.

## Biografia
Allievo di Carlo Vidusso, con il quale si è diplomato in pianoforte presso il conservatorio “Giuseppe Verdi” di Milano  e dove ha portato a termine un Master di composizione e direzione d'orchestra si è poi diplomato in clavicembalo al conservatorio “Giuseppe Nicolini” di Piacenza sotto la guida di Achille Berruti.
Come solista e come accompagnatore ha svolto un'intensa attività concertistica nei maggiori teatri del mondo esibendosi, tra gli altri, con Carlo Tagliabue, Raina Kabaivanska, Katia Ricciarelli, Mariella Devia, Cecilia Gasdia e, principalmente, Leo Nucci.
Con Leo Nucci ha fondato, alla fine degli anni Ottanta, il complesso musicale “Salotto Ottocento”, con lo scopo di riproporre, con un piccolo organico strumentale, sia il grande repertorio operistico classico, sia pagine rare della musica vocale italiana dell'Ottocento e del primo Novecento. È stato insegnante di pianoforte principale e insegnante di esercitazioni orchestrali presso l'Istituto Musicale "Franchino Gaffurio" di Lodi.
È direttore artistico, da oltre un trentennio, dell'associazione concertistica
Amici della Musica "A.Schmid" di Lodi, città nella quale vive.

## Onorificenze
Tra i molti premi ricordiamo:
- Fanfullino della riconoscenza della Città di Lodi per aver portato onorevolmente nel mondo il nome della città di Lodi (gennaio 2000).
- Premio alla carriera conferitogli dalla Città di Borghetto Lodigiano.
- Premio Giuseppina Strepponi "Amici della Lirica " per acclarati meriti artistici.
- Premio del Teatro di Santiago del Cile per il Master Speciale denominato "Projetto Marcarini" a favore del rilancio dell'attività teatrale e concertistica cilena.

## Opere
- Trascrizioni e arrangiamenti per piccola orchestra di intere opere liriche, arie d'opera, romanze e canzoni del repertorio classico italiano
- Composizioni per pianoforte (una decina delle quali riunite nella raccolta Hommage à.. (vedi Discografia)
- Serata di Gala al Circolo Lirico, opera lirica su libretto di Leo Nucci (prima rappresentazione Teatro Comunale di Bologna, 1995)
- Il Sordo, opera lirica su libretto di Leo Nucci (prima rappresentazione Teatro Comunale di Piacenza, 2019)

## Discografia
- 1990 - Parlami d'amore, Leo Nucci, Paolo Marcarini (Decca)
- 1992 - Hommage à... , 10 composizioni per pianoforte (Ging)
- 1996 - Il concerto della Scala, Leo Nucci, Salotto Ottocento, Paolo Marcarini (Joker)
- 1997 - Parlami d'amore Mariù, Leo Nucci, Salotto Ottocento, Paolo Marcarini (Musikstrasse)